# Жан-Франсуа Адам
Жан-Франсуа Адам (фр. Jean-François Adam; 14 лютого 1938 — 14 жовтня 1980) — французький актор і режисер.

## Кар'єра
Адам був асистентом французьких режисерів Франсуа Трюффо та Жан-П'єра Мельвіля.
Він відомий тим, що зіграв маленьку роль коханця Колетт в сазі про Антуана Дуанеля, а також роллю вчителя філософії у французькій драмі «Перший випускник» (1978) режисера Моріса Піала.
Адам зняв французьку драму «Повернення до коханої» (1979), у якій зіграла Ізабель Юппер.
За сумісництвом був і клоуном.

## Особисте життя
Адам був одружений з акторкою Бріжит Фоссі, у нього була донька, акторка Марі Адам. У віці 44 років Адам застрелився.